# Gospodarka Włoch
Gospodarka Włoch – Włochy należą pod względem gospodarczym do najważniejszych krajów Europy i świata, chociaż od połowy lat dziewięćdziesiątych XX wieku ich gospodarka rozwija się wyraźnie wolniej niż przeciętna dla krajów UE. W 2024 roku PKB (nominalny) w tym kraju wyniósł 2,372 biliona dolarów – co czyni Włochy ósmą co do wielkości gospodarką Świata i czwartą gospodarką Europy (po Niemczech, Wielkiej Brytanii i Francji). Problemem gospodarczym jest bezrobocie (6,0% w marcu 2025) oraz zadłużenie wewnętrzne kraju o wartości 135,3% PKB (w 2024 roku).
Olbrzymim problemem gospodarki włoskiej jest wybitnie nierównomierny poziom rozwoju poszczególnych regionów kraju. Gospodarczo Włochy wyraźnie dzielą się na wysoko rozwiniętą północ i do niedawna zacofane, dziś nadal słabiej rozwinięte południe. Region przemysłowy Lombardii i Piemontu należy do najbogatszych obszarów świata, a przemysł jest tu bardzo dobrze rozwinięty i nowoczesny, zaś rolnictwo wysoko wydajne. Na południu przeważają tradycyjne uprawy oraz małe i nisko wydajne gospodarstwa rolne, natomiast przemysł jest znacznie słabiej rozwinięty i bezrobocie wysokie. Mimo tych różnic Włochy są ósmą potęgą gospodarczą Świata.

## Bogactwa naturalne i mineralne
Włochy obfitują w rozmaite bogactwa naturalne i mineralne, które jednak nie zawsze całkowicie zaspokajają rosnące potrzeby gospodarki. Wydobycie różnych gatunków węgla kamiennego obecnie zanika – rocznie poniżej pół miliona ton – i jest prowadzone głównie na Sardynii ok. Iglesiente oraz w regionie Friuli, ponadto węgiel brunatny wydobywa się w Umbrii oraz koło Grosseto. Odkrycie po II wojnie światowej poważnych zasobów ropy naftowej i gazu ziemnego znacznie poprawiło bilans energetyczny kraju. Około 80% wydobycia tych surowców daje Sycylia – okolice Geli i Raguzy oraz szelf przybrzeżny w tym rejonie, ponadto gaz eksploatuje się na Nizinie Padańskiej. Niegdysiejsza intensywna eksploatacja rud żelaza na Elbie została wstrzymana, bogate złoża rud cynku i ołowiu są na Sardynii koło Iglesiente. Sycylia jest zasobna w złoża siarki, które stały się podstawą rozwoju wielkich fabryk kwasu i ciężkiej chemii. Ogromne zasoby kamieni budowlanych oraz żwirów, piasków są podstawą wysoko rozwiniętego przemysłu cementowego i wapienniczego, a także przedmiotem intensywnej eksploatacji dla potrzeb budownictwa. Surowce budowlane występują powszechnie w całym kraju, lecz najbardziej znane obszary wydobycia to przedgórze Alp oraz środkowe Apeniny, w tym słynne marmury carraryjskie. Do zaspokojenia potrzeb energetycznych wykorzystuje się energię wód płynących (alpejskie dopływy Padu i Adygi); elektrownie wodne dostarczają ogółem 15% produkcji energii elektrycznej. Ograniczone znaczenie ma również wydobycie boksytów, niklu i soli oraz wykorzystanie energii geotermicznej – na przykład elektrownia Larderello – w okolicach wulkanów. Najbardziej dynamicznie rozwijającym się sektorem energetyki jest fotowoltaika, która w 2014 zapewniła 7% całkowitego zapotrzebowania na energię elektryczną kraju. Włochy nie mają i nie planują budowy elektrowni jądrowych, o czym obywatele zdecydowali w ogólnokrajowym referendum.

## Przemysł
Bardzo dobrze rozwiniętą gałęzią przemysłu jest hutnictwo, zlokalizowane głównie w miastach portowych – Cornigliano Ligure koło Genui, Neapol, Tarent na południu – ze względu na import surowców – oraz w Turynie i w Mediolanie – jest to główny pas przemysłowy kraju. Hutnictwo zaspokaja w całości potrzeby przemysłu elektromaszynowego, a zwłaszcza stoczniowego i samochodowego. Wielka huta aluminium pracuje w Porto Marghera. Włochy są jednym z najpoważniejszych producentów wszelkiego rodzaju maszyn i pojazdów oraz elektrotechniki. Najważniejsze zakłady tych gałęzi są w wielkich miastach oraz ich okolicach (Turyn, Mediolan, Bolonia, Genua, Rzym, Florencja i inne). Wielka fabryka sprzętu komputerowego firmy Olivetti znajduje się w Ivrei. Większość samochodów wytwarza firma Fiat, której siedziba znajduje się w Turynie, gdzie także znajdują się największe zakłady produkcyjne, inne ośrodki to Cassino, Mediolan (Alfa Romeo); Włochy słyną w świecie z produkcji znakomitych samochodów sportowych (zakłady Ferrari koło Modeny, fabryka Maserati koło Bolonii oraz zakłady firmy Lamborghini). Coraz więcej zakładów jest budowanych poza granicami kraju; znaczne rozmiary osiąga także produkcja motocykli i skuterów oraz taboru kolejowego (FIAT Ferroviaria) i małych samolotów (Turyn). Włochy są liczącym się wytwórcą statków; największe stocznie pracują w La Spezii, Genui, Neapolu, Trieście, Livorno i Palermo.
Wielowiekową tradycje ma przemysł włókienniczy i odzieżowy skoncentrowany w północnej części kraju (Lombardia, Piemont, okolice Wenecji) oraz wokół Neapolu i Rzymu. Głównymi produktami są tkaniny bawełniane i odzież. Światową sławą cieszy się włoskie wzornictwo – Mediolan i Rzym należą do najważniejszych centrów mody na świecie. Włochy są największym producentem obuwia w Europie, jest to jedna z najbardziej rozproszonych dziedzin produkcji z dwoma wielkimi głównymi ośrodkami w Rzymie i Mediolanie na czele.
Około połowy produkcji chemicznej przypada na dwa regiony Lombardię i Piemont, gdzie są największe zakłady produkcji sody, nawozów, tworzyw i włókien sztucznych (m.in. Monfalcone, Sesto San Giovanni, Chatillon, Pawia, Forli), ponadto wielkie zakłady pracują w okolicach Rzymu i Neapolu. Do najstarszych gałęzi tego przemysłu należy wytwórstwo szkła (wśród nich słynne zakłady w Murano i wielka fabryka szkła optycznego w Treviglio). Największe fabryki kabli oraz opon posiada koncern Pirelli (Bari, Trecate, Latina i Brescia). Głównymi ośrodkami farmacji są Rzym, Mediolan i okolice Wenecji. W 2002 roku produkcja głównych artykułów wyniosła: kauczuk syntetyczny – 291 tys. ton, opony samochodowe – 45,4 mln sztuk. Ze względu na przeważający import ropy największe rafinerie powstały w miastach portowych bądź na ich zapleczu – przerób ropy wyniósł w 2002 roku ok. 83 mln ton (Genua, La Spezia, Trecate, Torre del Greco, Palermo, Syrakuzy i Monza koło Mediolanu). Cement (2. miejsce w Europie) produkuje się głównie w północnej części kraju (Bergamo, Como, Piacenza, Trydent), ale wielkie cementownie pracują też koło Florencji, Spoleto, Salerno i Tarentu. Obfitość taniego surowca zadecydowała o powstaniu kilku dużych zakładów produkcyjnych na Sardynii, skąd pochodzi 12% produkcji.
Wyjątkowe znaczenie od wieków ma przetwórstwo żywności, które posiada znakomite warunki rozwoju na skutek wysokowydajnej produkcji rolniczej. Ta gałąź przemysłu należy do najbardziej równomiernie rozmieszczonych w całym kraju, choć poszczególne rodzaje przemysłu spożywczego mają wyraźne ośrodki koncentracji związane bezpośrednio z występowaniem surowców.
| Nazwa produktu      | Jednostka miary | Rok 2000 | Rok 2003 |
| ------------------- | --------------- | -------- | -------- |
| Węgiel brunatny     | mln t           | 2,9      | 2,3      |
| Ropa naftowa        | mln t           | 4,6      | 5,5      |
| Gaz ziemny          | km³             | 16,4     | 13,7     |
| Energia elektryczna | tWh             | 283      | 291      |
| Stal surowa         | mln t           | 26,8     | 26,7     |
| Cynk                | tys. t          | 182      | 174      |
| Aluminium           | tys. t          | 780      | 766      |
| Samochody osobowe   | tys. szt.       | 1 273    | 1 026    |
| Samochody ciężarowe | tys. szt.       | 286      | 294      |
| Pralki              | mln szt.        | 8,2      | 7,2      |
| Lodówki             | mln szt.        | 6,9      | 7,0      |
| Statki wodowane     | tys. BRT        | 518      | 582      |
| Telewizory          | mln szt.        | 1,35     | 1,21     |
| Kwas siarkowy       | mln t           | 1,1      | 1,0      |
| Włókna syntetyczne  | tys. t          | 920      | 982      |
| Obuwie              | mln par         | 293      | 303      |
| Papier i tektura    | mln t           | 9,1      | 9,5      |
| Cement              | mln t           | 39,6     | 43,8     |
| Tkaniny wełniane    | km²             | 538      | 488      |
| Tkaniny bawełniane  | km²             | 1 619    | 1 496    |
| Wino                | mln hl          | 59       | 53       |
| Sery                | tys. t          | 1 078    | 1 315    |
| Cukier              | mln t           | 1,53     | 1,46     |

## Rolnictwo

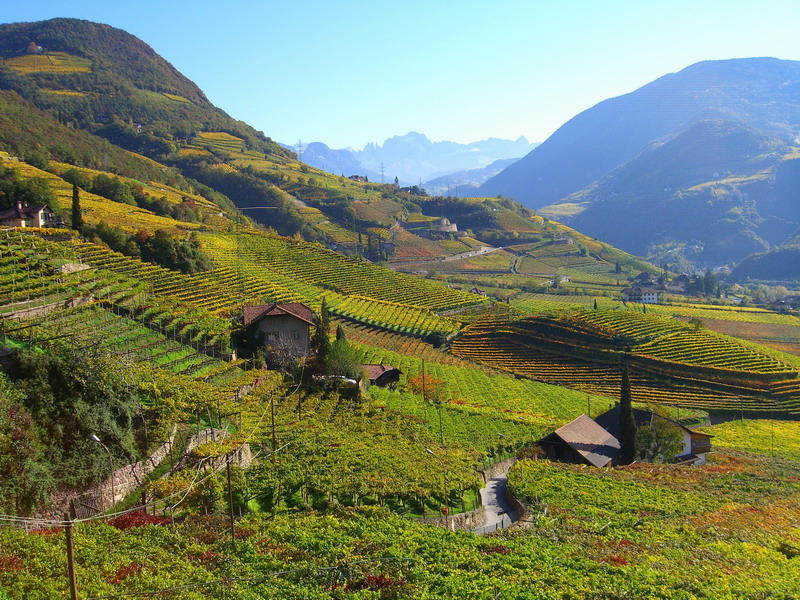
Winnice w Południowym Tyrolu, Włochy

Rolnictwo włoskie ma na ogół korzystne warunki naturalne dla rozwoju produkcji, chociaż jego struktura agrarna (przewaga małych i średnich gospodarstw o niewysokiej towarowości) jest mniej korzystna niż w innych krajach Unii. Z ogólnej powierzchni kraju 30,13 mln ha areał poszczególnych form użytkowania gruntów był następujący (2002 rok, w mln ha): ziemie orne 8,1, sady 2,86, łąki i pastwiska 3,0, lasy 10,1, tereny mieszkalne 1,85, pozostałe grunty 4,22. Na mieszkańca przypadało zaledwie 0,19 ha gruntów ornych i sadów. Ponad 2,7 mln ha użytków rolnych jest sztucznie nawadnianych.
Głównymi zbożami uprawianymi na obszarze całego kraju są pszenica: (8,6 mln t w 2004, uprawa 2,24 mln ha) i kukurydza (10,9 mln t, uprawa 1,17 mln ha). W północnej części kraju (głównie na Nizinie Padańskiej) uprawia się jęczmień (1,2 mln t) i ryż (1,5 mln t), którego plony są najwyższe w Europie. Znacznie słabsze są plony pszenicy, bardzo wysokie kukurydzy. Uprawa ziemniaków (1,8 mln t) koncentruje się na południu kraju, zaś obszar Lombardii oraz Toskanii dominuje w uprawie buraków cukrowych (10,1 mln t). Bardzo poważne znaczenie ma uprawa soi (1,1 mln t), słoneczników oraz oliwek (3,2 mln t), których Włochy są drugim producentem w świecie. Znaczne uprawy tytoniu szlachetnego znajdują się w Kampanii i Apulii. Ogromną rolę odgrywa uprawa owoców winorośli, która dała 7,8 mln t – 1. miejsce w świecie. Ponadto zbiera się duże ilości jabłek (2,07 mln t), śliwek, truskawek, pomarańczy i mandarynek (3,0 mln t), cytryn (657 tys. t) oraz kiwi. Warzywa udają się w całym kraju, a najwięcej zbiera się pomidorów (7,5 mln t), kapusty, kalafiorów, cebuli oraz selerów. Stare tradycje ma uprawa ziół przynosząca znaczne korzyści eksportowe. Hodowla ma znaczenie drugorzędne, mimo posiadania wydajnych łąk. Główną rolę odgrywa chów trzody (9,2 mln szt.) oraz bydła (6,7 mln szt.). Południowa część kraju oraz obie wyspy są rejonami chowu owiec (8,0 mln szt.) i kóz; bardzo poważne znaczenie ma hodowla drobiu, która dostarczyła 708 tys. t jaj oraz ponad 1,1 mln t mięsa (cała produkcja mięsa wyniosła w 2003 roku 4,13 mln t i nie zaspokajała w pełni spożycia). Mimo sporej produkcji mleka (11,2 mln t) Włochy importują niektóre jego przetwory, zaś eksportują bardzo dużo sera.
Wysoki jest poziom mechanizacji rolnictwa – pracowało w nim m.in. 1,62 mln ciągników. Mimo bardzo długiego wybrzeża połów ryb jest na średnim poziomie, rzadko przekracza 600 tys. t.
Mimo znacznej powierzchni lasów gospodarka leśna nie odgrywa dużej roli gospodarczej. Lasy stanowią głównie tereny rekreacyjne, ich rola jako dostawcy surowca dla różnych gałęzi przemysłu jest niewielka (głównie przemysł meblarski), niemal cała celuloza do produkcji papieru jest importowana.

## Transport

### Transport drogowy
Sieć komunikacyjna Włoch należy do najlepiej rozwiniętych w świecie. Drogi liczą ogółem 835,6 tys. km (2003), co daje 277,3 km dróg na 100 km², z czego na drogi publiczne przypada 482 tys. km. We Włoszech powstała pierwsza w świecie autostrada łącząca Mediolan z Varese. Obecnie (dane: 2021) sieć autostrad liczy 7,17 tys. km (m.in. słynna Autostrada Słońca). Ze względu na kształt państwa większość głównych dróg i autostrad ma przebieg południkowy, połączenia równoleżnikowe są nieliczne.
Motoryzacja osiągnęła najwyższy poziom w Europie, liczba użytkowanych samochodów osobowych w 2003 wyniosła 32,6 mln, co dawało trzeci w świecie wskaźnik – 573 pojazdy na 1000 mieszkańców; ponadto było 3,37 mln ciężarówek i autobusów oraz ponad 2 mln popularnych tu motocykli i skuterów. Drogi włoskie, zwłaszcza w dużych miastach są bardzo zatłoczone, prawdziwą plagą są nieustanne korki trapiące zwłaszcza Rzym. Mimo tego liczba wypadków spowodowanych przez zmotoryzowanych jest na tle świata nieduża. W 2003 było ich 106 tys. (3 wypadki na 1000 pojazdów), w których zginęło 6000 osób.
Włochy mają też najdłuższą sieć rurociągów na kontynencie.

### Transport kolejowy

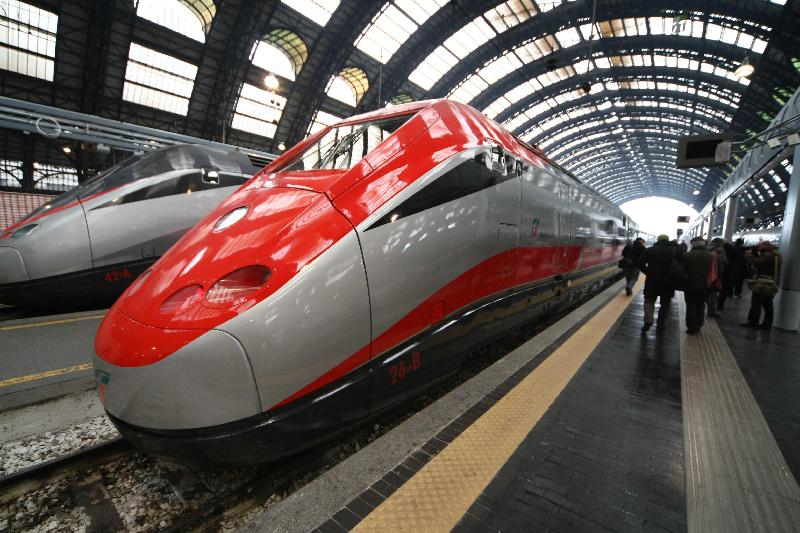
Frecciarossa na dworcu w Mediolanie

Włochy posiadają bardzo rozbudowaną sieć kolei, której sztandarowym pociągiem jest Frecciarossa. Osiąga ona prędkość 360 km na godzinę i obsługują największe miasta. Frecciarossa posiada 4 klasy: Standard, Premium, Business i Executive. Standardem we wszystkich klasach jest bezprzewodowy internet, stoliki podróżne, podręczne luki bagażowe, najwyższa klasa oferuje usługi kierowane do biznesmenów i managerów: pojedyncze komfortowe fotele, salę konferencyjną wyposażoną w projektowane na zamówienia fotele oraz urządzenia potrzebne do prezentowania materiałów multimedialnych, wyposażenie tych pociągów należy do najlepszych na świecie. Pociągi te kursują nawet po kilkadziesiąt razy dziennie między największymi miastami (46 dziennie między Bolonią a Florencją, 40 razy między Rzymem a Neapolem). We Włoszech ponadto kursują również następujące rodzaje pociągów: Frecciargento (łączące najważniejsze miasta, kursują także na zwykłych liniach, rozwijają prędkość do 250 km/h), Frecciabianca (połączenie łączące Mediolan z największymi miasta, rozwija prędkość do 200 km/h), Eurostar Italia (łączy Rzym z innymi dużymi miastami), Intercity (łączy małe, średnie i duże miasta, kursuje na średnie i długie dystansy). Oprócz tego istnieją również pociągi nocne, lokalne i międzynarodowe.
W 2013 ma zostać oficjalnie wdrożony nowy pociąg Frecciarossa 1000 zwany również Bombardier Zefiro V300. Trenitalia w 2010 otrzymało zamówienie na 50 takich pociągów. Docelowo pociąg ten ma jeździć z prędkością 360 km/h, testowane jest także rozwiązanie technologiczne, w którym osiągana jest prędkość rzędu 400 km/h.

### Transport lotniczy

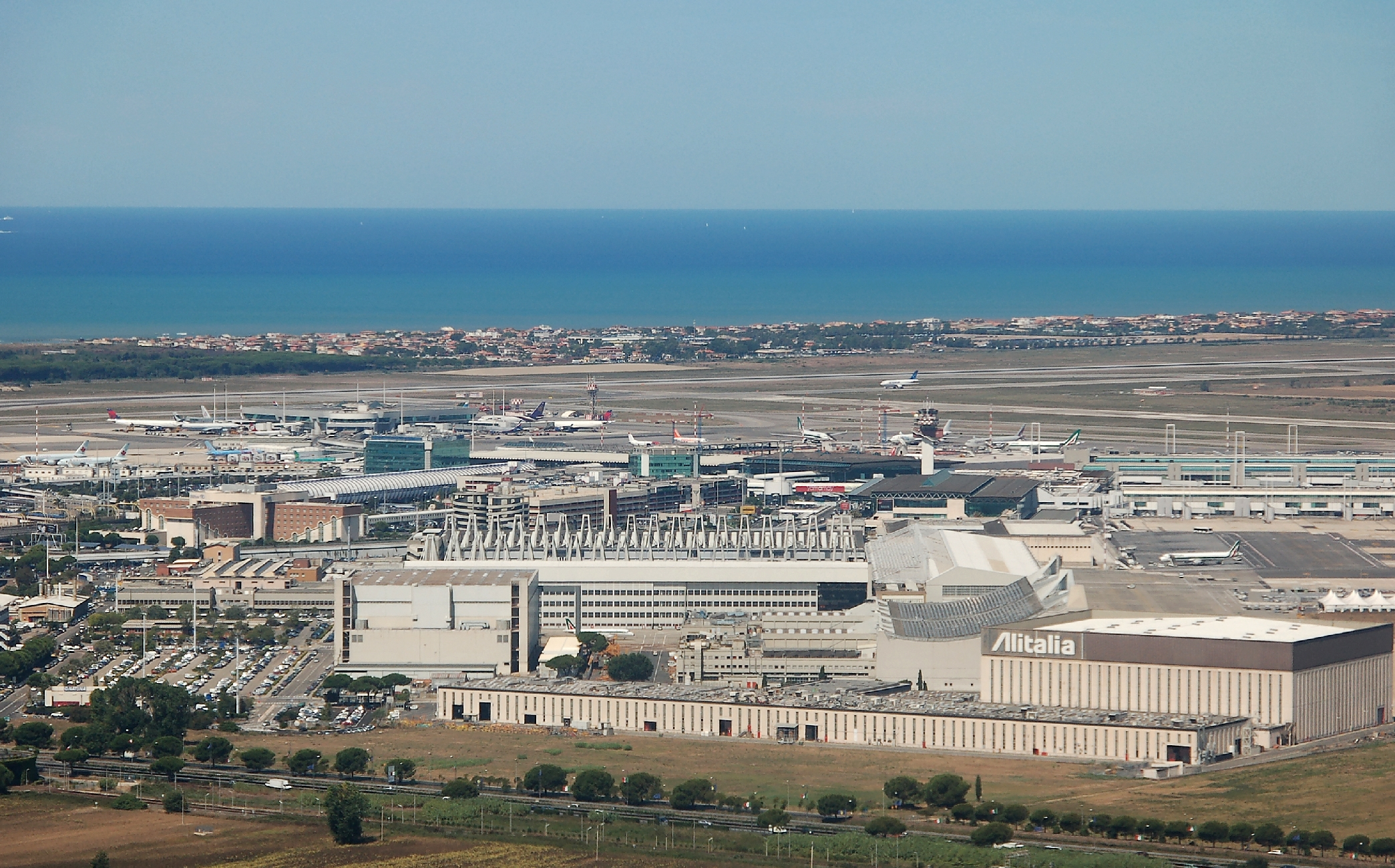
Port lotniczy Rzym-Fiumicino

Coraz istotniejszą rolę odgrywa lotnictwo, które korzysta z ponad 100 lotnisk. Rzymskie lotnisko Leonardo da Vinci oraz Malpensa i Linate koło Mediolanu należą do największych w Europie węzłów lotniczych.

### Transport morski
Włoska flota przed II wojną światową należała do największych w świecie, obecnie włoscy armatorzy korzystają często z usług tanich bander – w 2003 pojemność floty włoskiej wynosiła 9,8 mln DWT. Największe porty wykazują znaczą przewagę wyładunku towarów nad załadunkiem, co spowodowane jest olbrzymim importem paliw i surowców: Genua – ponad 51 mln t, Triest – 32 mln t, Torre del Greco – 16 mln t, Neapol, Livorno, Wenecja, La Spezia, Palermo, Cagliari, Ankona, Tarent, Bari. Największym portem pod względem wielkości przeładunków kontenerowych jest Gioia Tauro w Kalabrii. Silnie rozwinięta jest żegluga kabotażowa – ok. 1/5 przewozów morskich.

## Regiony Włoch według wskaźnika rozwoju społecznego
Lista regionów Włoch według wskaźnika rozwoju społecznego w 2017 roku.
| Lp. | Region                  | WRS 2017 | Porównywalne państwa (WRS 2017) |
| --- | ----------------------- | -------- | ------------------------------- |
| 1   | Trydent                 | 0,909    | Japonia (0,909)                 |
| 2   | Emilia-Romania          | 0,908    | Austria (0,908)                 |
| 3   | Lacjum                  | 0,901    | Francja (0,901)                 |
| 3   | Lombardia               | 0,901    | Francja (0,901)                 |
| 5   | Toskania                | 0,898    | Słowenia (0,896)                |
| 6   | Friuli-Wenecja Julijska | 0,894    | Słowenia (0,896)                |
| 7   | Marche                  | 0,891    | Hiszpania (0,891)               |
| 8   | Wenecja Euganejska      | 0,890    | Hiszpania (0,891)               |
| 9   | Liguria                 | 0,889    | Czechy (0,888)                  |
| 10  | Piemont                 | 0,887    | Czechy (0,888)                  |
| 11  | Bozen-Südtirol          | 0,885    | Czechy (0,888)                  |
| 12  | Abruzja                 | 0,883    | Czechy (0,888), Malta (0,878)   |
| –   | Włochy (średnia)        | 0,881    | Malta (0,878)                   |
| 13  | Umbria                  | 0,881    | Malta (0,878)                   |
| 14  | Dolina Aosty            | 0,875    | Estonia (0,872), Malta (0,878)  |
| 15  | Molise                  | 0,860    | Litwa (0,859)                   |
| 16  | Sardynia                | 0,856    | Słowacja (0,856)                |
| 17  | Basilicata              | 0,851    | Arabia Saudyjska (0,853)        |
| 18  | Apulia                  | 0,844    | Chile (0,842)                   |
| 19  | Kampania                | 0,843    | Chile (0,842)                   |
| 20  | Kalabria                | 0,839    | Węgry (0,838)                   |
| 21  | Sycylia                 | 0,836    | Węgry (0,838)                   |

## Jakość życia
Według rankingu Economist z 2013 roku, Włochy zajęły 21. miejsce na świecie pod względem jakości życia. Ponadto, w rankingu Monocle 2019, Mediolan uplasował się na 41. miejscu, natomiast Rzym uplasował się na 56. miejscu wśród miast świata. W innych rankingach, takich jak Mercer 2019, Economist Intelligence Unit 2019, Global Finance 2019 czy Deutsche Bank 2019 włoskie miasta nie były notowane. W rankingu InterNations 2020, Mediolan uplasował się na 80. miejscu, a Rzym na 81. miejscu.

## Miasta o znaczeniu globalnym
| Miasto    | Ranking GaWC 2018      | Ranking GCCI 2012 | Ranking GCIECO 2012 | Ranking GPCI 2018 | Ranking WMEPC 2015 |
| --------- | ---------------------- | ----------------- | ------------------- | ----------------- | ------------------ |
| Rzym      | 51 (Alpha–)            | 50                | 28                  | –                 | –                  |
| Mediolan  | 11 (Alpha)             | 47                | 41                  | 31                | –                  |
| Turyn     | 172 (Gamma)            | –                 | –                   | –                 | –                  |
| Florencja | 227 (High sufficiency) | –                 | –                   | –                 | –                  |
| Bolonia   | 239 (Sufficiency)      | –                 | –                   | –                 | –                  |
| Genua     | 263 (Sufficiency)      | –                 | –                   | –                 | –                  |
| Neapol    | 300 (Sufficiency)      | –                 | –                   | –                 | –                  |